# Gérard Caudron
Gérard Caudron est un homme politique français, né le 27 février 1945 à Royaucourt-et-Chailvet (Picardie). Il est maire de Villeneuve-d'Ascq de 1977 à 2001 et depuis 2008, ainsi que député européen de 1989 à 2004.

## Biographie

### Enfance et jeunesse
Né en 1945 à Royaucourt-et-Chailvet en Picardie, Gérard Caudron est issu d’une famille venant de Thiérache par son père, et de Pologne par sa mère. Il vit à la campagne jusqu'à 7 ans dans un village d'une centaine d'habitants puis à Laon. Dans les années 1960, il adhère au Parti socialiste,.
Après des études secondaires à Laon, il commence à travailler à la trésorerie générale de l’Aisne en 1963 et il s'inscrit à la faculté de Droit d’Amiens. Lauréat aux concours de contrôleur et  d'inspecteur du Trésor, il est muté au lycée Jean Moulin à Lille où il fait des études supérieures en travaillant (licencié ès sciences économiques), il obtient le concours d'inspecteur du Trésor. Il travaille dans les services extérieurs du Trésor de 1962 à 1968 puis après avoir obtenu un concours de professeur de sciences et techniques économiques, il enseigne à Roubaix au lycée Turgot de 1969 à 1978. Les hasards de la recherche d'un logement l'amènent à Flers-lez-Lille.

### Engagements et parcours politique
Villeneuvois, il se présente en 1976 à une élection municipale partielle, où il est élu. Militant de gauche depuis 1964, il est d'abord membre de la SFIO et de la FGDS de François Mitterrand et du nouveau Parti socialiste en 1972. En mars 1977, il devient maire socialiste de Villeneuve-d'Ascq et il conservera ce poste jusqu'en 2001. Il est réélu en 1983, en 1989 et en 1995 avec près de 64 % des voix. Le 27 février 2000, il confirme dans une lettre ouverte qu’il ne sera pas maire en mars 2001 pour un cinquième mandat consécutif.
Au conseil général du Nord de 1982 à 1989, il est vice-président de 1985 à 1989 dans le domaine de l'action sociale. Il est député européen depuis 1989, il le reste jusqu'en 2004. En 2001, il reste conseiller municipal et maire honoraire de Villeneuve-d'Ascq. Il prépare les conditions de ses nouveaux combats pour une Europe plus active et une autorité publique plus présente avec des responsables à tous les niveaux répondant mieux aux problèmes du moment ainsi qu'à l'angoisse de bon nombre de ses concitoyens, ce qui aggrave ses désaccords avec les dirigeants d'un Parti socialiste dont il « divorce » le 3 décembre 2001.
Il crée le 28 janvier 2002 une association appelée « Rassemblement citoyen ». Au soir du premier tour de l'élection présidentielle française de 2002, Gérard Caudron annonce sa candidature aux élections législatives de juin. Après cinq semaines de campagne, il arrive en tête le 9 juin sur Villeneuve-d'Ascq et en troisième position sur la circonscription. Pour le second tour, il fait voter à gauche et le candidat officiel du Parti socialiste est élu.
Deux jours plus tard, le PS le fait exclure du PSE. Le 4 juillet, il rejoint la Gauche unitaire européenne/Gauche verte nordique, un groupe confédéré de gauche. Au bureau de ce groupe, il représente la délégation de la gauche républicaine radicale et citoyenne. Le 13 juin 2004, Gérard Caudron ne peut plus être candidat aux élections européennes. Il est ensuite membre de la Coordination nationale de la gauche républicaine.
Le 9 mars 2008, au premier tour des élections municipales, il réalise un score de 42,82 %, sous l'étiquette divers gauche, devançant le PS de plus de 15 points. Il est élu le 16 mars 2008 avec 58,83 % et 40 sièges au conseil municipal.
Après cette réélection, Gérard Caudron est premier vice-président chargé du logement au sein de Lille Métropole dans l'équipe de Martine Aubry.
Le 24 février 2013, il officialise sa candidature pour les municipales 2014.
Le 31 décembre 2013, Gérard Caudron est nommé au grade de Chevalier de la Légion d'honneur par le Premier ministre Jean-Marc Ayrault.
Gérard Caudron est également président de l'association Citoyen d'Europe.
Il est réélu avec 58,44 % lors des élections municipales de mars 2014 avec une majorité « Rassemblement Citoyen - PS » de 40 membres sur un conseil de 49. À Lille Métropole, il devient vice-président chargé de l’aménagement aux côtés du nouveau président Damien Castelain.
Le 28 juin 2019, Médiacités annonce qu'une plainte pour viols a été déposé contre lui par une employée municipale. Le 13 janvier 2020, la plainte est classée sans suite.
Candidat à un nouveau mandat aux élections municipales de 2020, sa liste est élue au second tour avec 51 % des voix.
En 2024, le Maire de Villeneuve d'Ascq fait polémique pour ses prises de positions dans le Conflit israélo-palestinien. Lors des vœux annuels, celui-ci apporte son soutien à la riposte "légitime" de l'État d’Israël. Face à la gronde d'une partie de l'assistance, Caudron lance alors un « Retournez à Gaza » suscitant un "malaise" dans le public. Gérard Caudron avait déjà été interpellé 1 mois plus tôt après avoir été très critique envers des soutiens aux victimes du conflit.

## Mandats électifs

### Mandats Locaux
- 1976-1977 : conseiller municipal de Villeneuve-d'Ascq
- 1977-1983 : maire de Villeneuve-d'Ascq
- 1982-1989 : conseiller général de Villeneuve-d'Ascq, vice-président du Conseil général du Nord de 1985 à 1989 dans le domaine de l'action sociale.
- 1983-1989 : maire de Villeneuve-d'Ascq
- 1989-1995 : maire de Villeneuve-d'Ascq
- 1995-2001 : maire de Villeneuve-d'Ascq
- 2001-2008 : conseiller municipal de Villeneuve-d'Ascq
- 2008-2014 : maire de Villeneuve-d'Ascq
- 2008-2014 : vice-président chargé du logement au sein de Communauté urbaine de Lille Métropole
- 2014-2020 : maire de Villeneuve-d'Ascq et vice-président de la Mel (Métropole Européenne Lilloise)
- 2020-en cours : maire de Villeneuve-d'Ascq

### Mandats européens
- 1989-1994 : député européen
- 1994-1999 : député européen, président de la délégation Europe-Israël
- 1999-2004 : député européen, siège à la commission « Industrie, Commerce Extérieur, Énergie, Recherche », aux Affaires Étrangères, aux délégations Europe-Pologne et Europe-Bulgarie